# Marry the Night
„Marry the Night“ (от английски: „Омъжи се за нощта“) е песен на американската певица и автор на песни Лейди Гага, част от нейния втори студиен албум – „Born This Way“ (2011). За пръв път е представена чрез играта FarmVille, 6 дни преди премиерата на албума. На 17 октомври 2011 г. е обявена за пети и последен сингъл от проекта. Песента е написана и продуцирана от Гага и Фернандо Гарибей, а записите към нея се осъществяват по време на турнето The Monster Ball. Лейди Гага разкрива името ѝ през февруари 2011 г., а вдъхновение по време на работния процес черпи от обичта към родния си град, Ню Йорк.
Песента спада към жанровете денспоп и синтпоп с препратки към електро рок и хаус музиката. В инструментала се отличават църковни камбани, орган, техно ритъм и фънк рок част. Текстът е вдъхновен от любовта на певицата към нощния живот и забавата с почит към родния ѝ град. Критиците са впечатлени от величественото и еуфорично звучене на „Marry the Night“. Някои от тях намират прилики между песента и творчеството на други изпълнители като Джорджо Мородер и Брус Спрингстийн. Дигиталните продажби на албума „Born This Way“ класират песента в международните чартове след неговата премиера.
Музикалното видео към песента е заснето в Ню Йорк и е режисирано от самата Гага. Клипът е автобиографичен и представя кадри в клиника, репетиционна зала, апартамент в Ню Йорк и паркинг. Критиците определят проекта като „креативен“ и „амбициозен“, възхвалявайки сюжета му. Лейди Гага изпълнява песента на свои концертни изяви, турнета и записва акустична версия за проекта „A Very Gaga Thanksgiving“.

## Предистория
Лейди Гага и Фернандо Гарибей композират „Marry the Night“, докато обикалят из света с турнето The Monster Ball. Гага споменава песента за пръв път по време на радио интервю, в което споделя, че е една от любимите ѝ от албума „Born This Way“. Преди „Marry the Night“, певицата вече е работила с Гарибей по песента „Dance in the Dark“ от „The Fame Monster“ (2009). Идеята за новата творба се ражда, докато Гага слуша „Dance in the Dark“ и си поставя за цел да създаде дори по-енергична композиция. Тя споделя: „Помня, че бях зад кулисите и чух началото на концерта, как [тази песен] открива целия концерт и си наумих да надмина това усещане. Исках да създам нещо по-грандиозно от онзи момент, който откриваше шоуто. Просто съм такава“.
Имайки за цел да работи по нов стил музика, Лейди Гага споделя, че не се е старала феновете да харесат песента. Според нея, важното е било да заяви къде се намира с албума и в какъв момент от живота ѝ излиза той. Певицата споменава Уитни Хюстън като свое основно вдъхновение по време на работния процес върху „Marry the Night“, добавяйки: „Тази песен разказва за връщането ми в Ню Йорк. Написах я за куража, който трябваше да събера, за да кажа, че мразя Холивуд и че просто искам да живея в Бруклин и да творя“.
Фернандо Гарибей започва работа по инструментала по време на концерт от турнето. След края на шоуто, Лейди Гага отива в студиото, за да проследи прогреса, а той ѝ представя негова идея за нов тип музика и ѝ дава да чуе мелодията с църковни камбани в началото на „Marry the Night“. Певицата споделя, че е искала да заплаче от величието на инструментала, който мигновено я е вдъхновил да започне да работи върху текста. Песента е записана веднага след завършването на текста, като Гарибей разкрива, че Гага е медитирала за кратко, след което е взела микрофона и целият процес е отнел по-малко от час.

## Издаване
По първоначален план песента „Marry the Night“ е била подготвяна за пилотен сингъл от албума „Born This Way“ (2011), но по-късно е изместена от песента, носеща същото име. Въпреки по-нататъшни намерения да бъде издадена като трети сингъл, това отново не се случва, заменена от „The Edge of Glory“. За пръв път публиката чува част от песента по време на концертния запис на турнето The Monster Ball от HBO, в който Лейди Гага изпява няколко строфи а капела преди да излезе на сцената. Цялата песен е представена официално на 17 май 2011 г. чрез играта FarmVille по време на маркетинг кампанията на „Born This Way“. Гага обявява „Marry the Night“ за пети сингъл от албума четири месеца след издаването му. От лейбъла Interscope Records споделят, че сингълът ще служи за международен сингъл, но най-вероятно друга творба от проекта ще е пети сингъл в САЩ. В Австралия започват да пласира песента като сингъл на 17 октомври, във Великобритания – на 11 декември, а в САЩ променят решението си да я заменят и я обявяват за сингъл на 15 ноември 2011 г.
На 17 октомври 2011 г. е представена и официалната обложка към сингъла чрез личния акаунт на Лейди Гага в Twitter, като под снимката певицата цитира част от текста на песента: „New York Is Not Just A Tan That You'll Never Lose“ (в превод – „Ню Йорк не е просто тен, който никога няма да загубиш“). На фотографията Гага е облечена в кожен тоалет, с къса руса коса и е седнала върху намокрена от дъжда кола, докато друго превозно средство гори на фон.

## Музикално видео
Към момента видеото към песента има над 91,2 млн. гледания в официалния YouTube канал на Лейди Гага.

### Разработка
Лейди Гага заснема части от видеото в Статън Айлънд и Харлем, Ню Йорк между 10 и 13 октомври 2011 г. На 17 октомври тя споделя, че клипът е заснет и няма търпение да разкрие тайните, които видеото крие, и да представи на публиката мигове от миналото си, за които още не е говорила. Управител на културен център, който екипът за локация на сцени от клипа, разказва, че Гага и целият ѝ антураж са били приятелски настроени и непретенциозни, противно на очакванията им.
По време на снимачния процес редица таблоиди публикуват кадри от снимачната площадка, разкривайки някои от визиите на певицата и статистите, както и част от идеята на клипа. На 31 октомври 2011 г. Лейди Гага разкрива, че тя е режисьор на видеото.

### Премиера
В социалните мрежи Гага споменава, че видеото ще е най-дългото, което е издавала досега, описвайки го като „началото на историята, която никога не е разказвала“. В началото на ноември тя публикува кадър от клипа в Twitter, а в края на благотворителен концерт в Манчестър на 17 ноември 2011 г. показва въведението.
В интервю тя споделя: „Познавам чувството на отхвърляне в този бизнес. Подписах с лейбъл, отказаха се от мен, после подписах с друга компания. За това става въпрос във видеото. Разказва за един от най-ужасните дни в живота ми, когато ме отхвърлиха от първия ми лейбъл и за това какво се случи на този ден“. На 25 ноември 201 г. е представен нов откъс от видеото, в който Лейди Гага танцува в репетиционна зала. Официалната премиера на клипа, дълъг 13 минути, е на 1 декември 2011 г.

### Сюжет
Автобиографичната история започва с тъмнокосата Лейди Гага, която е на носилка в клиника, докато на фон звучи вътрешен монолог за спомените ѝ. Медицинска сестра буди Гага и мери пулса и кръвното ѝ налягане, след което певицата изважда цигара от чантата си. Сестрата взима цигарата, а Гага разплакана ѝ заявява, че ще стане звезда, и моли да ѝ пуснат музика. Камерата се отдалечава и показва другите пациенти в същото помещение.
В следващата сцена Гага танцува балет на соната на Бетовен. След това виждаме кадри, на които певицата пристига в апартамента си, заедно със своя приятелка, когато получава телефонно обаждане, известяващо я, че музикалният ѝ лейбъл прекратява работата си с нея. Ядосана, певицата потрошава апартамента, изсипва зърнена закуска върху себе си и влиза във ваната с обувки на висок ток. Композицията на пиано замлъква, когато Гага сяда във ваната, изрусявайки косата си, и си тананика мелодията на „Marry the Night“.
Кадри представят певицата с крака върху тавана на Pontiac Firebird, докато тялото ѝ виси през прозореца в купето на колата. Облечена е в кожен тоалет и е с къса руса коса. Гага сяда на предната седалка, целува аудиокасета и я пуска на касетофона на колата. Песента започва, докато певицата пуши на шофьорската седалка. В началото на припева превозните средства на фон експлодират, а Лейди Гага излиза от колата, танцувайки. Вторият куплет въвежда нова среда – репетиционна зала. Гага се появява, загрява и изпълнява хореография с останалите танцьори. Към края са показани нови кадри, на които те танцуват на улица. Бързо се сменят сцени, на които певицата яде в тоалетна, пада по стълбите, опитва се да влезе в кола с невъобразимо огромна шапка, излива вода от саксия върху себе си във ваната и т. н. Успявайки да влезе в колата, виждаме „Interscope Records, Холивуд, 16:00 ч.“, написано на ръката на Гага. В последната сцена певицата е заобиколена от пламъци, облечена в екстравагантна рокля.

## Кавър версии
През 2013 г. поп певецът Адам Ламбърт изпълнява кавър на „Marry the Night“ в епизод на петия сезон на популярния сериал „Клуб Веселие“.
През 2021 г. австралийската певица Кайли Миноуг изпява песента за специално издание на албума „Born This Way“, представено по случай 10 години от издаването му.

## Екип
- Лейди Гага – вокали, текстописец, продуцент, беквокали
- Фернандо Гарибей – текстописец, продуцент, програмиране, клавишни
- DJ White Shadow – програмиране на барабани
- Дейв Ръсел – звукозапис, аудио миксиране
- Джин Грималди – аудио мастеринг
- Ерик Морис – асистент
- Пол Павао – асистент

## Сертификати
| Регион               | Статут   | Сертифицирани продажби |
| -------------------- | -------- | ---------------------- |
| Обединеното кралство | Сребърен | 200 000 копия*         |
| САЩ                  | Платинен | 713 000 копия*         |

*Данните за продажби и стрийминг са на база най-скорошния сертификат и може да не са актуални.